# Mietergewerkschaft
Eine Mietergewerkschaft ist ein Interessenverband von Mietern, der das Gewerkschaftsprinzip aus der Arbeitswelt auf den Bereich des Wohnraums anwendet. Wie im Interessenkonflikt zwischen Arbeitnehmern und Arbeitgebern sollen dabei die Interessen zwischen Mietern und Vermietern autonom verhandelt, der Konflikt notfalls durch Kampfmaßnahmen ausgefochten und kollektive Vereinbarungen über Mietbedingungen in Tarifen fixiert werden. Das Konzept der Mietergewerkschaft unterscheidet sich damit von dem der Mietervereine, die, so Andrej Holm, „im Kern Mietrechtsorganisationen“ sind und Mieter vor allem individualrechtlich unterstützen.

## Außerhalb Deutschlands
Mietergewerkschaften existieren außerhalb Deutschlands in mehr oder weniger ausgeprägter Form. Das bekannteste Beispiel ist das der schwedischen Mietergewerkschaft Hyresgästföreningen. Die 1915 gegründete Organisation führte in ihrer Frühphase unter anderem Mietstreiks, die maßgeblich dazu beitrugen, dass im schwedischen System Mieten nicht über den Markt bestimmt, sondern in Verhandlungen mit der Mietergewerkschaft tarifiert werden. Heute vertritt die Gewerkschaft nach eigenen Angaben fast 540.000 Haushalte und verhandelt über die Mieten von rund drei Millionen Mietern.
Auch in England gibt es mit ACORN seit 2015 eine Organisation, die das Gewerkschaftsprinzip auf den Wohnbereich anzuwenden versucht. In Spanien wiederum hat sich 2017 mit dem Sindicat de Llogaters eine erste Mietergewerkschaft gegründet.

## In Deutschland
In Deutschland existiert derzeit keine Mietergewerkschaft. Mit dem Problem steigender Mieten in Deutschland und den wachsenden Protesten von Mietern wird das Konzept einer solchen jedoch zunehmend auch hierzulande diskutiert. Ein Streikrecht für Mieter, die sich in einer solchen Organisation zusammenschließen, wird etwa von der SPD-Politikerin und Bundestagsabgeordneten Cansel Kiziltepe gefordert.
Der Sozialwissenschaftler Holger Marcks hält Mietergewerkschaften für eine notwendige Erweiterung der Gewerkschaftsbewegung, um das Einkommen der Lohnabhängigen, verstanden als Lohn-Miet-Relation, zu schützen. Er plädiert für ein Streik- und Mitbestimmungsrecht für Mieter nach schwedischem Vorbild, so „dass die Mietpreise nicht mehr über den Markt bestimmt werden, sondern eben über ein Tarifsystem, das zwischen Gewerkschaften und Eigentümern ausgehandelt wird, notfalls auch im Konflikt“. Aufgegriffen wurde die Idee unter anderem in der ZDF-Kabarettsendung Die Anstalt. Auch beim Berliner Mieterverein sieht man Chancen in einer Mietergewerkschaft, aber auch Risiken, wenn dadurch staatliche Verantwortung abgebaut würde.
In Deutschland gibt es seit 2019 in Frankfurt (am Main) eine erste Initiative, die sich die Gründung einer Mietergewerkschaft zum Ziel gesetzt hat. 2020 hat sich mit der Mieter:innengewerkschaft Berlin eine weitere Initiative gegründet.